# Villaverde
Villaverde (17.º distrito de Madrid) es uno de los 21 distritos que conforman la ciudad de Madrid. Está situado en el extremo sur de la ciudad de Madrid. Anteriormente, fue un municipio independiente, el último en ser absorbido por Madrid, el 31 de julio de 1954.

## Geografía

Barrios del distrito de Villaverde

El distrito de Villaverde limita al oeste con el término municipal de Leganés, al sur con el de Getafe, al este con el distrito de Villa de Vallecas a través del límite del río Manzanares, y al norte con el distrito de Usera, separándose de este a través de la autovía de circunvalación de Madrid M-40. 
Su altitud media oscila entre los 603 m de Los Ángeles y los 596 m del barrio de San Andrés. La superficie del distrito es de 2028,65 ha.
Sin embargo, anteriormente a la anexión por parte de Madrid, el municipio de Villaverde abarcaba, además del actual distrito, la mayor parte del actual distrito de Usera y una pequeña parte del de Vallecas.
El distrito de Villaverde está dividido en cinco barrios: Villaverde Alto (San Andrés), San Cristóbal, Butarque, Los Rosales y Los Ángeles. El barrio de Butarque está separado del resto del distrito por las líneas del ferrocarril.

## Historia

### Origen medieval
Los orígenes de Villaverde se remontan a la conquista de Madrid por Alfonso VI de León en 1085 con la ayuda de miembros de la Orden de Santiago. Como agradecimiento, según la tradición, el rey donó tierras cercanas al vado del Manzanares en dirección Vallecas a caballeros de dicha orden. En dichas tierras se formó el núcleo de población denominado Vado de Santiago el Verde en las cercanías de una almunia o casa de labranza de origen árabe, con jardín, noria y huerta, denominada La Algarrada, lugar de celebración de la Fiesta de Santiago el Verde.
Debido a causas inciertas (aunque es probable que fuera por la excesiva humedad de la zona o por las continuas crecidas del río Manzanares), el poblado se trasladó al emplazamiento actual de Villaverde, situado entre los arroyos Butarque y Malvecino. 
Villaverde aparece por primera vez en el fuero otorgado a Madrid en 1222 por Fernando III el Santo como uno de los sexmos o departamentos rurales dependientes de la villa de Madrid. El sexmo de Villaverde incluía las villas de Villaverde, Getafe, Fuenlabrada, Torrejón de la Calzada, Casarrubuelos, Humanejos y Perales.
Entre 1413 y 1414 las poblaciones de Santiago el Verde y La Algarrada aparecen como despobladas y figura como existente el pueblo de Villaverde. Cercanos al pueblo se hallaban las ermitas de Santiago el Verde (posteriormente trasladada a la madrileña ermita de Atocha por el Gracián Ramírez) y de la Magdalena.

### Edad Moderna
Ya en el siglo XVI, según las relaciones de Felipe II, Villaverde era una aldea de realengo, propiedad de Felipe II, y que dependía jurisdiccionalmente de Madrid, judicialmente de la Chancillería de Valladolid y eclesiásticamente del Arzobispado de Toledo. El concejo de Villaverde estaba gobernado por dos alcaldes, dos regidores y un sexmero. Este permanecía en el cargo un año y era elegido el día de San Blas. En aquella época el pueblo tenía 250 vecinos (sin contar mujeres ni hijos), dedicados la mayoría a la agricultura. Contaba con una iglesia (la actual iglesia de San Andrés de Villaverde), pero no poseía hospitales, conventos ni otros edificios importantes. Existían dos graneros (uno de ellos real), tres tiendas, una taberna, un mesón y una posada.
La mitad del término de Villaverde estaba dedicado al cultivo de secano, aunque existían algunas huertas de regadío con agua suministrada por norias desde el arroyo Butarque.
En el siglo XVII las tierras dependientes de Villaverde incluían la dehesa de la Arganzuela (al otro lado del Manzanares).

### Edad Contemporánea

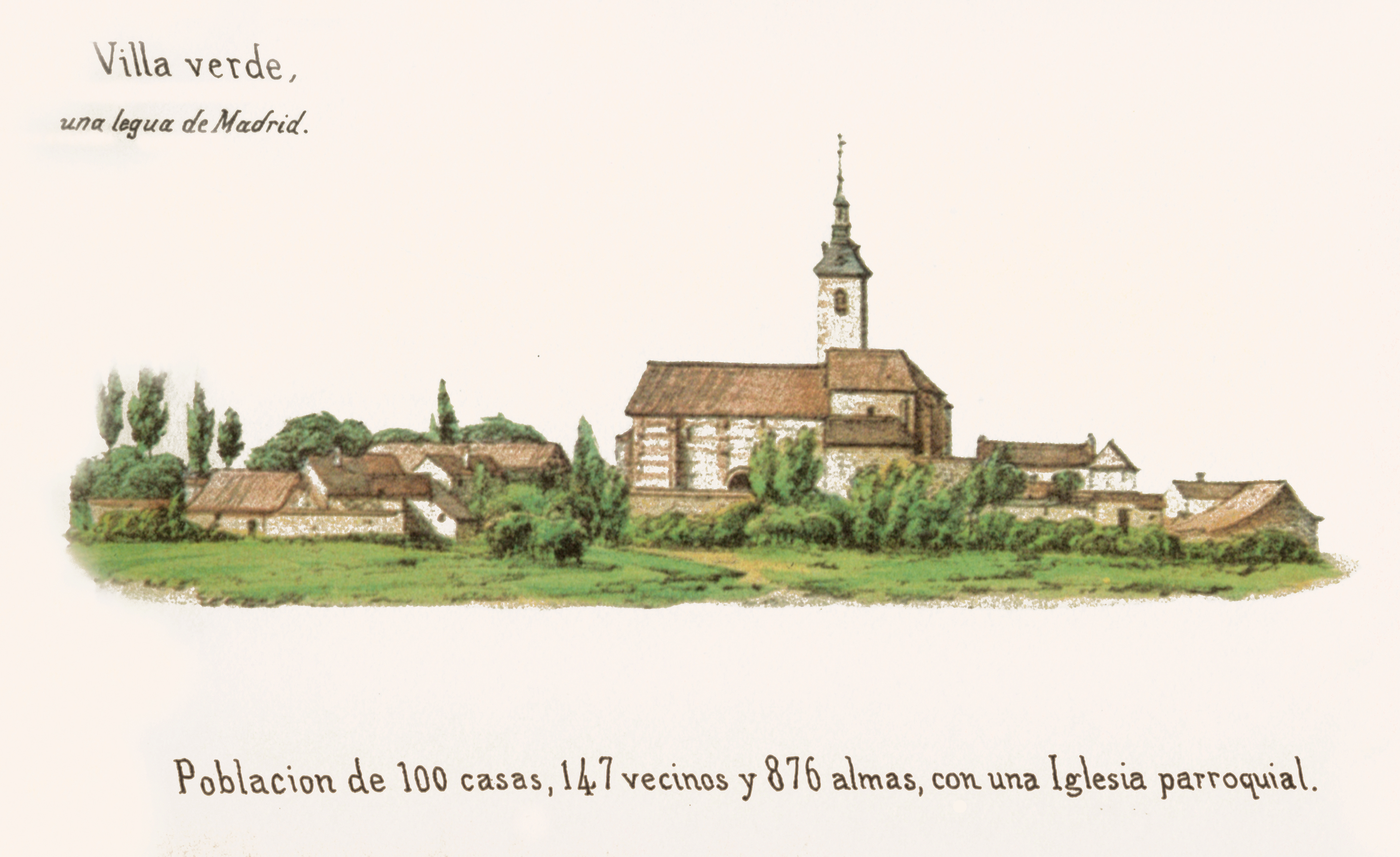
Vista de Villaverde de mediados del en la que se aprecia la torre de la iglesia de San Andrés Apóstol

En el siglo XVIII Villaverde comenzó a ser lugar de paso de la Corte en sus viajes a Aranjuez. Ello motivó un auge económico en la pequeña aldea, haciendo que pasara de 204 casas (la mayoría de un piso) a finales del siglo XVIII a 400 casas en 1849 (según el diccionario general de Pascual Madoz). Asimismo, favorecida por la composición arcillosa del terreno, floreció la industria de la teja, lo que convirtió a Villaverde en la mayor población productora de tejas para Madrid, y la que las proporcionaba de mejor calidad.
A mediados del siglo XIX existían en el término de Villaverde dos paradores en el Camino Real (antigua carretera de Andalucía y Aranjuez), algunas casas de crianza de toros de lidia, cuatro fábricas de horno de teja y dos molinos harineros. Unos 876 habitantes poblaban Villaverde hacia 1850. La localidad aparece descrita en el decimosexto volumen del Diccionario geográfico-estadístico-histórico de España y sus posesiones de Ultramar de Pascual Madoz de la siguiente manera:

VILLAVERDE DE MADRID: l. con ayunt. de la prov. y aud. terr. de Madrid (1 leg.), part. jud. de Getafe (1), c. g. de Castilla la Nueva, dióc. de Toledo (11): sit. en terreno llano; reinan todos los vientos, y su clima templado y afecto á tercianas y dolores reumáticos. Tiene 100 casas de mediana construccion, la de ayunt. con buena cárcel, escuela de primeras letras para niños dotada con 2,200 rs., otra de niñas pagada por los padres de las 22 que á ella concurren, y una igl. parr. (San Andrés Apóstol) con curato de primer ascenso y de patronato del Estado. El térm. confina N. Madrid; E. Vallecas; S. Getafe, y O. Leganés: se estiende 1 1/2 leg. por N. E. y S. y 1/4 por O., y comprende 2 paradores sit. en el camino real y varias casas á las inmediaciones del Manzanares, que le cruza á 1/4 leg. E. en direccion de N. á S., al que se une el arroyo Butarque que pasa junto al pueblo, y de cuyas aguas se utilizan los vec. El terreno es de buena calidad, calizo y gredoso. caminos: á 2 tiros de bala pasa la carretera de Andalucía, en buen estado, y á la parte de O. á la misma dist. el camino de Toledo en mal estado, como los trasversales. El correo se recibe en la cab. del part., por balijero. prod.: trigo, cebada, garbanzos, algarrobas, hortalizas de buena calidad y melones; mantiene ganado lanar, cabrío, vacuno y mular; y se cria alguna caza menor. ind.: 2 molinos harineros y 4 fáb. de hornos de teja superior. comercio: reducido á la esportacion de trigo, cebada, garbanzos y muchas hortalizas, é importacion de carne, vino, aceite y arroz. pobl.: 147 vec., 876 alm. cap. prod.: 6.251,543 rs. imp.: 228,983. contr.: 9'65 por 100.
(Madoz, 1850, p. 296)

En la segunda mitad del siglo XIX el ferrocarril cambió por completo en la fisonomía y la economía del municipio. En 1848 se inauguró la línea Madrid-Aranjuez (posterior línea Madrid-Alicante), que atravesaba Villaverde. Por ello se comenzaron a instalar, junto a las vías férreas, industrias auxiliares a las mismas.

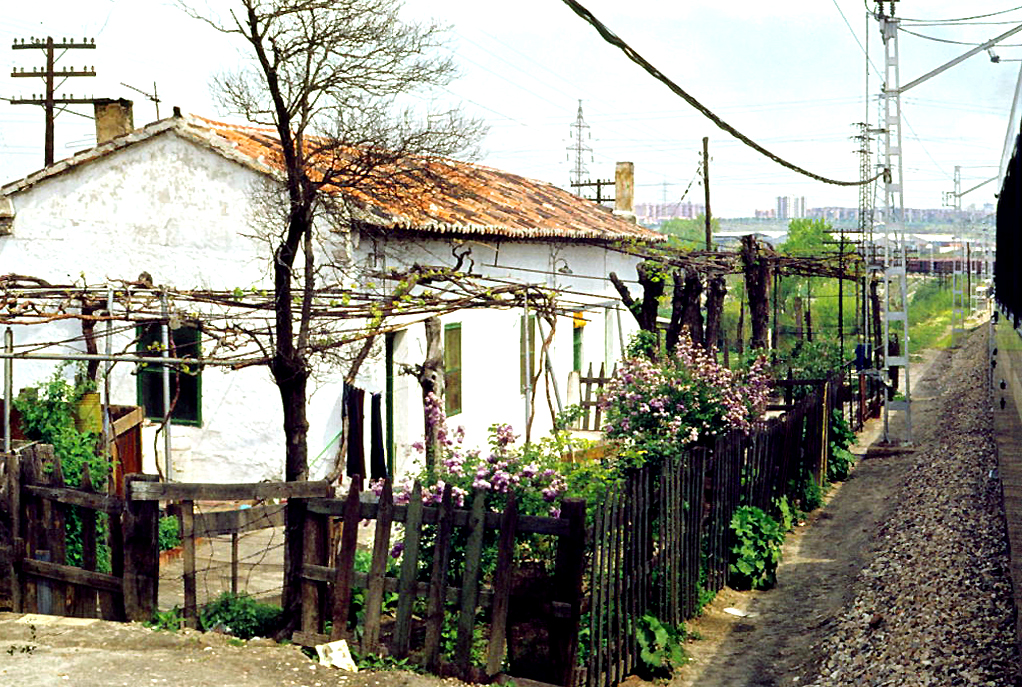
Vivienda junto a la vía férrea hacia Andalucía en la década de 1970

Asimismo, la industria cerámica continuó prosperando. Se estableció la fábrica de cerámicas La Nora en los terrenos donde en la actualidad se levanta el barrio de San Cristóbal de los Ángeles. En los años 40 también se construye la fábrica de Boetticher y Navarro, referente en la construcción de ascensores.
En esta época, Villaverde formaba parte del partido judicial de Getafe.
En 1954, justo antes de la absorción por Madrid, los límites de Villaverde eran: por el oeste con los términos municipales de Leganés y Carabanchel, por el sur con Getafe, al este con el municipio de Vallecas (el límite se situaba pasado el río Manzanares) hasta el arroyo Abroñigal y al norte con el municipio de Madrid. Ese año se construyó el grupo experimental de Villaverde, y tres años después el poblado de absorción de Villaverde (entre las calles Cifuentes, Alcocer y Av. Andalucía) con 408 viviendas del plan urbanístico del Plan Sindical de la Vivienda.

## Demografía
| Gráfica de evolución demográfica de Villaverde entre 1842 y 1950 |
| |
| Población de derecho según los censos de población del INE Población de hecho según los censos de población del INEEntre el censo de 1960 y el anterior, este municipio desaparece porque se integra en el municipio 28079 (Madrid) |

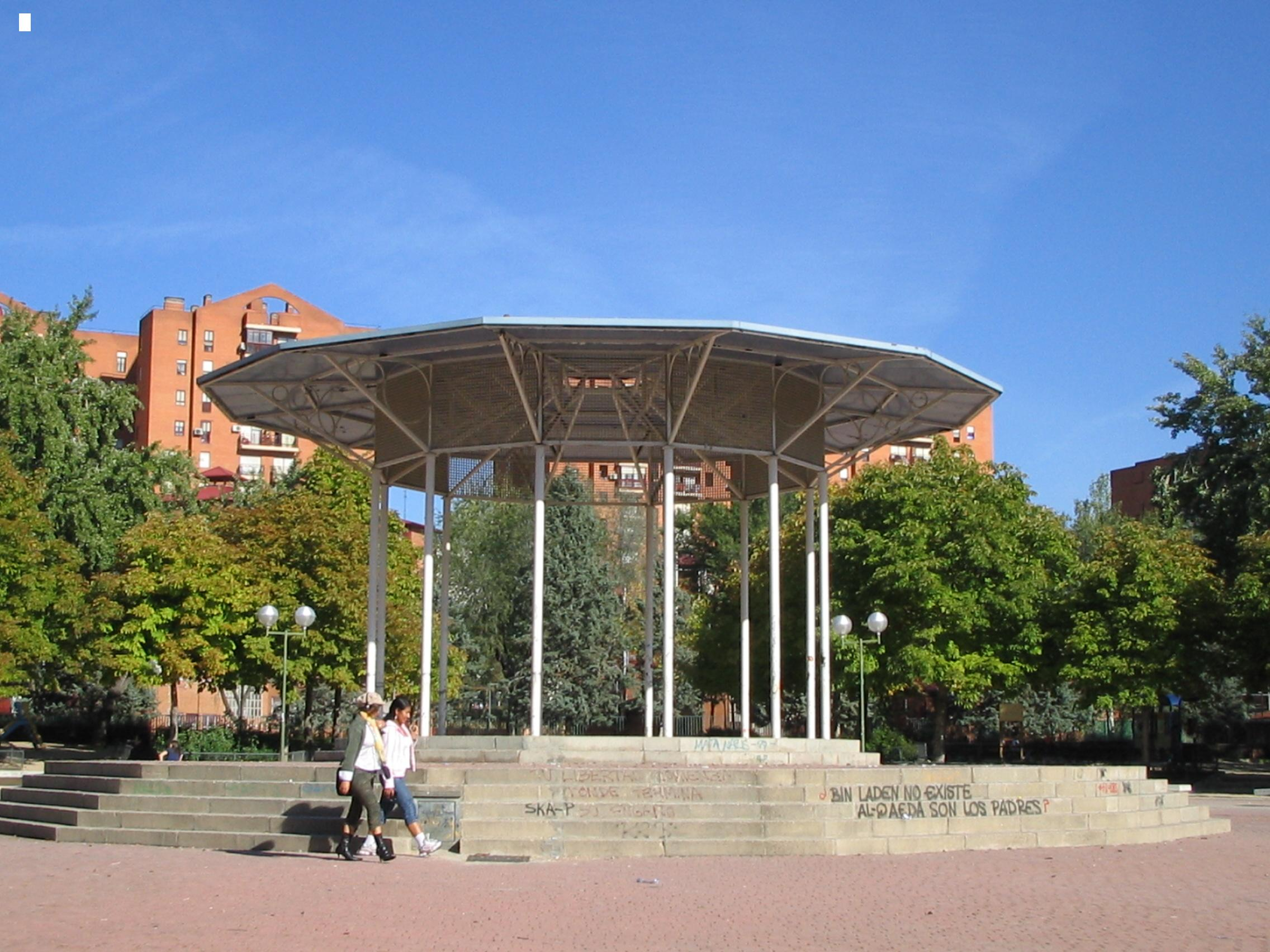
Parque de la Ciudad de Los Ángeles

Villaverde tiene una población de 149 003 habitantes (a fecha 1 de diciembre de 2018). En la siguiente tabla se encuentra el reparto por barrios.
| Barrio               | Habitantes | Extranjeros | Extranjeros (%) |
| -------------------- | ---------- | ----------- | --------------- |
| Villaverde Alto C.H. | 45 237     | 8912        | 19,7            |
| Los Rosales          | 37 691     | 7188        | 19,1            |
| Los Ángeles          | 31 155     | 4963        | 15,9            |
| Butarque             | 18 882     | 2643        | 14              |
| San Cristóbal        | 16 038     | 5141        | 32,1            |
| Total                | 149 003    | 28 847      | 19,3            |

#### Evolución demográfica
| Año  | Población | Población extranjera | % de inmigración |
| ---- | --------- | -------------------- | ---------------- |
| 2003 | 140 235   | 21 596               | 15,4 %           |
| 2004 | 143 881   | 25 899               | 18 %             |
| 2005 | 148 508   | 30 593               | 20,6 %           |
| 2006 | 148 430   | 32 655               | 22 %             |
| 2007 | 148 970   | 34 561               | 23,2 %           |
| 2008 | 151 061   | 36 406               | 24,1 %           |
| 2009 | 150 290   | 35 919               | 23,9 %           |
| 2010 | 149 247   | 34 625               | 23,2 %           |
| 2011 | 147 188   | 31 498               | 21,4 %           |
| 2012 | 144 961   | 28 412               | 19,6 %           |
| 2013 | 142 983   | 25 737               | 18 %             |
| 2014 | 141 784   | 23 394               | 16,5 %           |
| 2015 | 141 954   | 23 280               | 16,4 %           |
| 2016 | 142 674   | 23 969               | 16,8 %           |
| 2017 | 145 791   | 26 097               | 17,9 %           |
| 2018 | 148 349   | 28 780               | 19,4 %           |

Los datos corresponden al 1 de noviembre de cada año
En la siguiente tabla se muestra el reparto por edades a fecha de 1 de enero de 2017.
| Código            | 17.        | 171.            | 172.          | 173.     | 174.        | 175.        |
| Barrio            | VILLAVERDE | Villaverde Alto | San Cristóbal | Butarque | Los Rosales | Los Ángeles |
| Total             | 142 608    | 43 449          | 15 187        | 17 245   | 36 476      | 30 251      |
| De 0 a 4 años     | 7097       | 2123            | 1012          | 1253     | 1618        | 1091        |
| De 5 a 9 años     | 8199       | 2348            | 981           | 1666     | 1948        | 1256        |
| De 10 a 14 años   | 7449       | 2225            | 823           | 1199     | 2051        | 1151        |
| De 15 a 19 años   | 6838       | 2049            | 783           | 714      | 2056        | 1236        |
| De 20 a 24 años   | 7469       | 2416            | 1009          | 616      | 1969        | 1459        |
| De 25 a 29 años   | 8244       | 2760            | 992           | 808      | 1977        | 1707        |
| De 30 a 34 años   | 8915       | 2734            | 1117          | 1139     | 2172        | 1753        |
| De 35 a 39 años   | 10 941     | 3186            | 1271          | 1889     | 2591        | 2004        |
| De 40 a 44 años   | 12 965     | 3687            | 1245          | 2666     | 3176        | 2191        |
| De 45 a 49 años   | 12 228     | 3859            | 1176          | 1590     | 3458        | 2145        |
| De 50 a 54 años   | 11 525     | 3609            | 1250          | 1016     | 3390        | 2260        |
| De 55 a 59 años   | 8813       | 2865            | 852           | 667      | 2351        | 2078        |
| De 60 a 64 años   | 6140       | 1853            | 497           | 545      | 1604        | 1641        |
| De 65 a 69 años   | 5428       | 1539            | 354           | 479      | 1498        | 1558        |
| De 70 a 74 años   | 5682       | 1720            | 316           | 363      | 1523        | 1760        |
| De 75 a 79 años   | 5152       | 1526            | 366           | 278      | 1192        | 1790        |
| De 80 a 84 años   | 5335       | 1627            | 590           | 201      | 1086        | 1831        |
| De 85 a 89 años   | 3013       | 945             | 415           | 98       | 577         | 978         |
| De 90 a 94 años   | 971        | 308             | 125           | 46       | 194         | 298         |
| De 95 a 99 años   | 177        | 59              | 13            | 11       | 37          | 57          |
| De 100 y más años | 27         | 11              | 0             | 1        | 8           | 7           |

## Economía

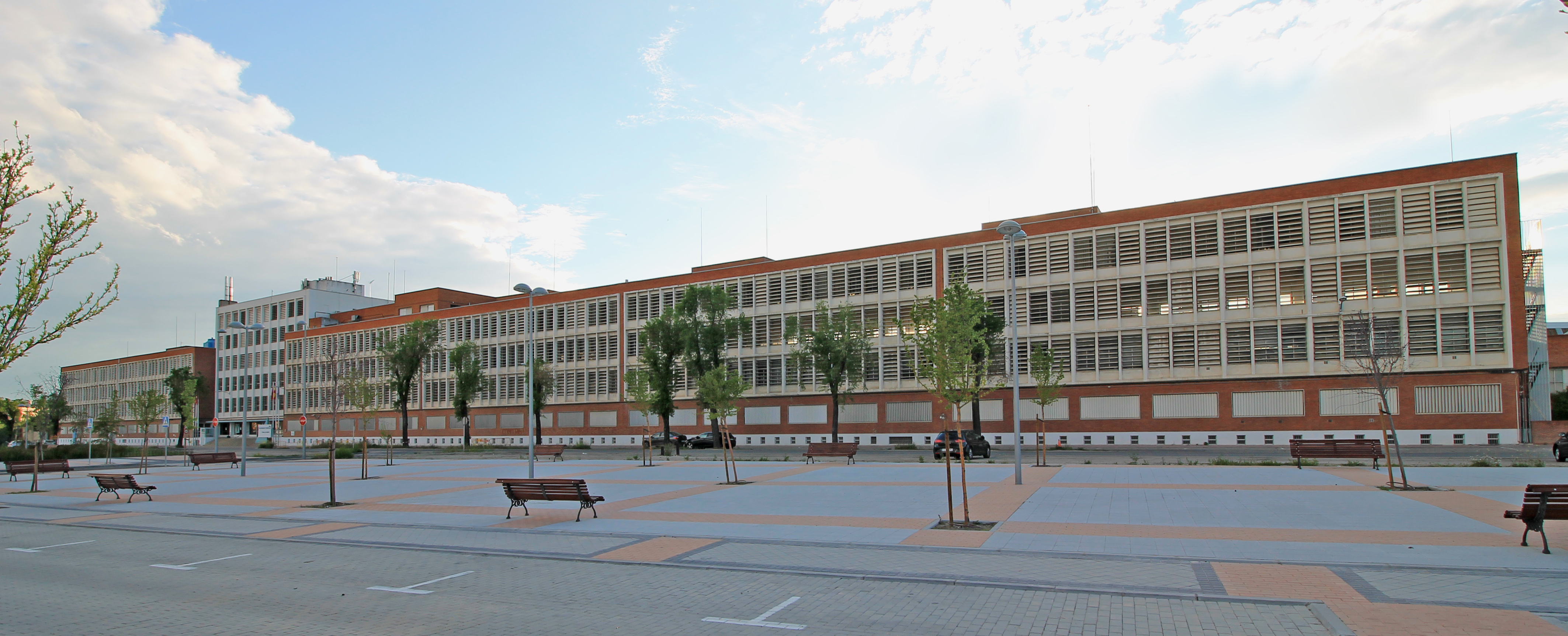
Factoría de la multinacional Stellantis en Villaverde, Madrid

Las secciones de actividad económica que ocupan a más trabajadores en el distrito son el comercio (31,1 % del empleo), las actividades administrativas y servicios auxiliares (20 %) y las actividades sanitarias y de servicios sociales (12,5 %). También tienen un peso importante la construcción (9,9 %) y la industria manufacturera (9,7 %).
En Villaverde se encuentra la factoría Stellantis Villaverde, donde se produce el Citroën C4 y la versión eléctrica ëC4 para todo el mundo. La fábrica da empleo a unos 2.000 trabajadores.

## Administración y política
Gobierna el distrito la Junta de Villaverde y la Junta de Gobierno de Madrid. El presidente de la Junta de Villaverde es Orlando Chacón Tabares, del Partido Popular.
| Año  | Villaverde                         |
| ---- | ---------------------------------- |
| 1979 | Emilio García Horcajo (PSOE)       |
| 1981 | José María de la Riva Ámez (PSOE)  |
| 1985 | Francisco Contreras Lorenzo (PSOE) |
| 1987 | Dolores García Hierro (PSOE)       |
| 1989 | (CDS)                              |
| 1991 | Miguel Ángel Araujo (PP)           |
| 1995 | Fernando Martínez Vidal (PP)       |
| 1997 | Nieves Sáez de Adana Oliver (PP)   |
| 2003 | Carlos Izquierdo Torres (PP)       |
| 2007 | Joaquín Martínez (PP)              |
| 2011 | Joaquín Martínez (PP)              |
| 2015 | Guillermo Zapata (AM)              |
| 2019 | Concha Chapa (Cs)                  |
| 2023 | Orlando Chacón Tabares (PP)        |

| Partidos             | Votos  | Porcentaje |
| -------------------- | ------ | ---------- |
| Más Madrid           | 20 050 | 33.8%      |
| PSOE                 | 13 968 | 23.54 %    |
| PP                   | 9123   | 15.38 %    |
| Cs                   | 9023   | 15.21 %    |
| Vox                  | 3898   | 6.57 %     |
| IU-MPM               | 2015   | 3.4 %      |
| PACMA                | 441    | 0.74 %     |
| PCAS-TC-PPCCAL-PACTO | 79     | 0.13 %     |
| PCTE                 | 76     | 0.13 %     |
| UPyD                 | 62     | 0.1 %      |

## Servicios

### Educación
En el distrito de Villaverde hay 25 escuelas infantiles (6 públicas y 19 privadas), 19 colegios públicos de educación infantil y primaria, 5 institutos de educación secundaria públicos, dos de los cuales son bilingües (IES San Cristóbal de los Ángeles, en San Cristóbal de los Ángeles, e IES Juan Ramón Jiménez, en Butarque), 11 colegios privados (con y sin concierto). 1 conservatorio profesional de danza Carmen Amaya y 1 conservatorio profesional de música Victoria de los Ángeles.
Así mismo, está prevista la construcción de un nuevo instituto en Butarque.

### Transporte

#### Ferrocarril histórico
Debido a la condición de lugar de paso del distrito, es atravesado históricamente por varias líneas ferroviarias, conteniendo múltiples estaciones y apeaderos. Hasta 1954 (fecha en la que pasó a formar parte de Madrid), Villaverde contaba con las siguientes estaciones de ferrocarril:
- Villaverde Antigua, que fue demolida en 1905 cuando MCP compró la estación de las Delicias. Estaba situada en el actual parque de la Dehesa Boyal.
- Villaverde Apeadero. Este fue un primitivo edificio situado antes de la bifurcación de la línea Madrid-Alicante hacia la línea de Badajoz. Es la actual estación de Villaverde Bajo. Fue demolida en la guerra civil‚ siendo reconstruida en madera. En 1950 se reconstruyó en ladrillo, siendo reformada a su aspecto actual en 1998.
- Villaverde Directa. Esta estación, propiedad de MCP, estaba situada en lo que en la actualidad es la calle Lenguas. El edificio, sin servicio desde 1957, perduró hasta 1998.
- Villaverde Alto: desde 1957 a 2009 tuvo la típica estación de Renfe ahora cerrada. Desde 2009 dispone de dos accesos (uno mediante la estación de metro y otro mediante uno de Renfe construido ese mismo año.
- Orcasitas. Este apeadero propiedad de MCP estaba situado dentro de las actuales instalaciones de Stellantis (antigua Peugeot, y antes Barreiros). Su edificio fue demolido en una de las ampliaciones internas de Peugeot.
- Apeadero de San Cristóbal de los Ángeles.

#### Ferrocarril actual
En la actualidad, Villaverde cuenta con 5 estaciones de ferrocarril convencional, prestando servicio en el distrito 3 líneas de Cercanías Madrid y una de Media Distancia:
- Estación de Puente Alcocer: Esta estación cuenta con la peculiaridad de ser la única estación de ferrocarril convencional del distrito subterránea. Se sitúa en la calle Alcocer, dando servicio, además de a las viviendas residenciales cercanas, a la fábrica PSA. En la estación efectúan parada trenes de cercanías de la línea C-5.
- Apeadero de San Cristóbal de los Ángeles: Presta servicio al barrio del mismo nombre y, en menor medida, a Butarque. En el apeadero se detienen trenes de la línea C-3.
- Apeadero de San Cristóbal Industrial: Presta servicio a la Marconi y al polígono industrial La Resina. En el apeadero se detienen trenes de la línea C-3.
- Estación de Villaverde Alto: Presta servicio a Villaverde Alto y al polígono industrial La Resina. En la estación se detienen tanto trenes de la línea C-4 como de la C-5. Además, también se detiene la línea 3 del Metro de Madrid.
- Estación de Villaverde Bajo: Presta servicio a Los Rosales, Butarque y, en menor medida, a Perales del Río, gracias a la cercana parada del autobús (línea 411 del CRTM) que comunica Madrid con esta población. En esta estación se detienen los trenes de las líneas C-3 y C-4. En esta estación también se detenían los fines de semana servicios de Renfe Media Distancia con destino Cuenca y Valencia sin realizar transbordo, comunicando a la estación de Villaverde Bajo con lugares como Tarancón, Noblejas, Ontígola o la propia Cuenca, entre otros. De lunes a viernes, los vecinos también se pueden beneficiar de este servicio, pero deberán de utilizar un servicio compartido con Cercanías Madrid efectuando parada en todas las estaciones hasta Aranjuez y, en esta última, realizar un transbordo. El día 17 de julio de 2022 efectuaron parada en Villaverde Bajo los 2 últimos trenes directos, siguiendo el plan xCuenca mediante el cual se dejarán sin servicio de ferrocarril varios pueblos como los anteriormente mencionados, sustituyéndolos por autobuses a la demanda fletados por la Junta de Castilla-La Mancha en los pueblos afectados, además de un AVANT Toledo - Albacete por día y sentido, con paradas en Madrid Puerta de Atocha y Cuenca-Fernando Zóbel, por lo que Villaverde no volverá a disfrutar de esta conexión. Por el momento, el servicio se seguirá prestando en autobús provisionalmente desde la estación de Aranjuez, previo viaje desde Villaverde Bajo en un tren de la línea C-3 de Cercanías Madrid.[10]

Debido a las múltiples líneas de Cercanías y estaciones que prestan servicio, el ferrocarril convencional en Villaverde no es solo utilizado para desplazamientos con destino a estaciones fuera del distrito, ya que también se utiliza para desplazamientos internos de este.

#### Metro
El metro siempre fue una reivindicación histórica en Villaverde: no fue hasta 2007 cuando la línea 3 del Metro de Madrid llegó hasta el distrito. El recorrido de la línea por el distrito contiene las estaciones de Ciudad de los Ángeles (en el barrio de Los Ángeles), Villaverde Bajo-Cruce (en el Cruce de Villaverde), San Cristóbal (en el barrio de San Cristóbal de los Ángeles) y Villaverde Alto (en el barrio de San Andrés). Es una reivindicación de largo recorrido la modificación de la línea 3 para que pase por el barrio de Butarque, ahora sin metro, entre las paradas del centro de Villaverde y la de los barrios de San Cristóbal y San Andrés, así como la construcción de una segunda línea circular que pase por el distrito, aliviando la línea 6 y conectando los barrios más periféricos entre sí, lo que supondría acabar con la actual estructura radial.
El 21 de abril de 2025, fue inaugurada la ampliación de la línea 3 desde Villaverde hasta El Casar, en Getafe.

#### Autobuses
Hasta la llegada del metro constituían la columna vertebral del transporte en Villaverde. Las líneas urbanas que llegan al distrito son:
| Línea | Terminales                                      |
| ----- | ----------------------------------------------- |
| 18    | Plaza Mayor – Villaverde Cruce                  |
| 22    | Legazpi – Villaverde Alto                       |
| 23    | Plaza Mayor – Villaverde Cruce                  |
| 59    | Estación de Atocha – San Cristóbal              |
| 76    | Plaza Beata – Villaverde Alto                   |
| 79    | Legazpi – Villaverde Alto                       |
| 85    | Estación de Atocha – Butarque                   |
| 86    | Estación de Atocha – Villaverde Alto            |
| 116   | Embajadores – Villaverde Cruce                  |
| 123   | Legazpi – Butarque                              |
| 130   | Villaverde Alto – Vicálvaro                     |
| 131   | Campamento – Villaverde Alto                    |
| N12   | Cibeles – Butarque                              |
| N13   | Cibeles – San Cristóbal                         |
| N14   | Cibeles – Villaverde Alto                       |
| T41   | Villaverde Alto – Polígono industrial La Resina |

En el distrito de Villaverde las líneas urbanas en todos los casos son operadas por la EMT de Madrid. 
Además de estos, en el distrito de Villaverde también efectúan parada o tienen su cabecera los siguientes servicios interurbanos, que la comunican con otras poblaciones fuera de Madrid:
- Línea 411: Madrid (Plaza de Legazpi) - Perales del Río
- Línea 412: Madrid (Intercambiador de Villaverde Bajo-Cruce) - San Martín de la Vega
- Línea 414: Madrid (Intercambiador de Villaverde Bajo-Cruce) - Centro Penitenciario Carlos III
- Línea 415: Madrid (Intercambiador de Villaverde Bajo-Cruce) - Urbanización Los Vallejos
- Línea 421: Madrid (Paseo de la Chopera) - Pinto
- Línea 422: Madrid (Paseo de La Chopera) - Valdemoro
- Línea 423: Madrid (Estación Sur de Autobuses) - Aranjuez
- Línea 424: Madrid (Paseo de la Chopera) - Valdemoro (El Restón)
- Línea 426: Madrid (Paseo de la Chopera) - Ciempozuelos
- Línea 427: Madrid (Intercambiador de Villaverde Bajo-Cruce) - Pinto (La Tenería)
- Línea 429: Madrid (Paseo de la Chopera) - Aranjuez (PAU de la Montaña)
- Línea 432: Madrid (Intercambiador de Villaverde Bajo-Cruce) - Leganés
- Línea 447: Madrid (Plaza de Legazpi) - Getafe (Por San Cristóbal)
- Línea 448: Madrid (Plaza de Legazpi) - Getafe (por la estación de Cercanías de Puente Alcocer)

Estas líneas son operadas por diferentes empresas según la concesión:
- La Veloz, del Grupo SAMAR
- AISA, del Grupo AISA.
- Avanza Movilidad Integral, del Grupo Avanza by Mobility ADO.

Además, también efectúan parada en el intercambiador de Villaverde Bajo-Cruce algunos autobuses con funcionamiento bajo concesión estatal, con parada en lugares variados fuera y dentro de la Comunidad de Madrid, como Ocaña, Seseña o Aranjuez. Estos los operan las empresas Samar (del Grupo Samar) e Interbus.

## En las artes y la cultura popular
- Villaverde aparece reflejado en la novela El francotirador paciente de Arturo Pérez-Reverte, basada en el mundo del grafiti:

«En Villaverde Bajo. Allí, entre bancos de cemento acribillados de tags y pintadas -Jeosm, DKB-, seis farolas rotas y una fuente de la que nunca manó agua, los chicos habían montado un recorrido para monopatín que podía considerarse bastante arduo. Había cerca un gimnasio de boxeo amateur, un par de bares y una ferretería especializada en rotuladores y aerosoles para grafiteros(...) Grupos de jóvenes vestidos de forma idéntica diseminados por la plaza, saltando con el skate o de charla en bancos cubiertos de marcas y pintadas. Chicos duros, con pocas esperanzas, que emitían en su propia longitud de onda.»

- En el episodio 16 de la temporada 7 del Programa de televisión Pesadilla en la Cocina, Alberto Chicote visitó un restaurante de San Andrés, en el distrito. A lo largo del inicio del episodio podemos ver imágenes de Villaverde, como, por ejemplo, la avenida Gran Vía de Villaverde o un autobús de la línea 22 de la EMT de Madrid efectuando parada en el distrito.[12]